# Chauncey B. Little
Chauncey Bundee Little (* 10. Februar 1877 in Olathe, Kansas; † 29. September 1952 ebenda) war ein US-amerikanischer Politiker. Zwischen 1925 und 1927 vertrat er den zweiten Wahlbezirk des Bundesstaates Kansas im US-Repräsentantenhaus.

## Werdegang
Chauncey Little besuchte die öffentlichen Schulen seiner Heimat und das Kansas State College in Manhattan. Nach einem Jurastudium und seiner im Jahr 1898 erfolgten Zulassung als Rechtsanwalt begann er in Olathe in seinem neuen Beruf zu arbeiten. Zwischen 1901 und 1906 war er juristischer Vertreter der Stadt Olathe und von 1909 bis 1913 war er Bezirksstaatsanwalt im Johnson County.
Little war Mitglied der Demokratischen Partei. Bei den Kongresswahlen des Jahres 1924 wurde er als deren Kandidat in das US-Repräsentantenhaus in Washington, D.C. gewählt, wo er am 4. März 1925 den Republikaner U. S. Guyer ablöste. Da er aber bei den nächsten Wahlen im Jahr 1926 gegen Guyer verlor, konnte er bis zum 3. März 1927 nur eine Legislaturperiode im Kongress absolvieren.
Nach dem Ende seiner Zeit im Repräsentantenhaus arbeitete Little wieder als Rechtsanwalt. Im Jahr 1928 kandidierte er erfolglos für das Amt des Gouverneurs von Kansas. Er erreichte lediglich 33,2 Prozent der Stimmen und unterlag damit deutlich dem Republikaner Clyde M. Reed. Chauncey Little starb im September 1929 in seinem Geburtsort Olathe und wurde dort auch beigesetzt.